# Спиридон Дардалис
Спиридон Дардалис, известен като капитан Цаусис (на гръцки: Σπυρίδων Δαρδάλης, καπετάν Τσαούσης), е гръцки революционер, деец на гръцката въоръжена пропаганда в Македония от началото на XX век.

## Биография
Спиридон Дардалис е роден в град Сятища, тогава в Османската империя. Присъединява се към гръцката пропаганда и действа в Сятища като четник в четите на Лазарос Варзис, Лазарос Кутуляс и Димитриос Макрис. След това е четник при Константинос Дограс на север от Сятища, след което създава собствена чета от 30 души от Сятища, сред които и брат му Павел.
Участва като доброволец в Балканската война, като действа в авангарда на гръцката армия и участва в отбраната на Сятища след превземането му. Заедно с четите на Йоанис Каравитис и Георгиос Макрис превземат и околните села.